# Surinaamse parlementsverkiezingen 2000/Kandidatenlijst/Sipaliwini
Dit is de lijst van kandidaten voor de Surinaamse parlementsverkiezingen in 2000 in Sipaliwini. De verkiezingen vonden plaats op 25 mei 2000.
De onderstaande deelnemers kandideerden op grond van het districten-evenredigheidsstelsel voor een zetel in De Nationale Assemblée. Elk district heeft een eigen lijsttrekker. Los van deze lijst vonden tegelijkertijd de verkiezingen van de ressortraden plaats. Daarvoor geldt het personenmeerderheidsstelsel. De kandidaten voor de ressortraden staan hieronder niet genoemd.

## Kandidaten
Hieronder volgen de kandidatenlijsten op alfabetische volgorde per politieke partij.

### Algemene Bevrijdings- en Ontwikkelingspartij(ABOP): 406
1. Ronnie Brunswijk: 304
2. Jozef A. Asaiti: 52
3. James E. Makadepuung: 37
4. Harold F. Joonha: 13

### Amazone Partij Suriname(APS): 55
1. Ewka Oochpatapo: 25
2. Clemens N. Sanna: 20
3. Ferdinand A. Mande: 8
4. Jozef Th. Aboeka: 2

### Basispartij voor Vernieuwing en Democratie(BVD): 413
1. Ernie A. Huur: 85
2. Thomas A. Linga: 44
3. Max A. Gaaga: 114
4. Ronald Abauna: 170

### Democratisch Alternatief '91(DA'91): 635
1. Ronny M. Pansa: 182
2. Henk A. Deel: 314
3. Ruben Ravenberg: 89
4. Ronald W.N. Seedo: 50

### Democratisch Nationaal Platform 2000(DNP 2000): 867
1. Albert A. Aboikoni: 690
2. Sieglien M. Oosterwolde: 64
3. Gerardus L. Finisie: 30
4. Carlo Kerie: 83

### Millenniumcombinatie (MC): 1810
1. Hugo A. Naana (NDP): 1135
2. Wilma Matodja: 70
3. Franklin A. Jong: 294
4. Licion Foto: 311

### Nieuw Front(NF): 2129
1. Leendert Abauna (NPS): 1214
2. Walter Bonjaski (NPS): 508
3. Johan R. Lugard: 256
4. Julius Henry Lingaard (NPS): 151